# 광교신도시
광교신도시(光敎新都市, Gwanggyo New Town)는 대한민국 경기도 수원시를 중심으로 용인시 일부에 약 11,282천 m² 규모로 조성되었으며 관할면적은 수원시가 전체의 88%, 용인시가 나머지 12%를 관할하고 있다.
강남과 판교의 경부축 연결 선상에 위치하고 있다. 3만 1천세대의 가구에 7만 7천명이 거주하게 되며, 사업비는 93,968억원 개발사업의 주체는 경기도, 경기도시공사, 수원시, 용인시이다.
2004년 6월 택지개발예정지구, 2005년 12월 개발계획승인, 2007년 6월 실시계획승인, 2007년 10월에 착공하였으며, 2011년 12월에 1차 준공했다. 도시의 기능은 주민이 최초로 입주한 2011년 7월에 시작되었으며, 도시의 완성은 주민입주, 공공청사의 입주, 상업용지의 활성화 등 도시의 기능이 완료되는 시점인 2020년 이후로 예정된다. 2017년 2월 경기도청 신청사는 수원시에서 2만6천227㎡ 부지에 연면적 9만9천127㎡ 규모 본청 건물(22층)과 도의회 건물(12층) 건축허가가 공시되었고, 2017년 7월에 기공식을 열었으며, 2021년 9월에 완공했다.

## 광교의 유래
광교신도시의 신설은 수원시에서 진행한 (가칭)이의신도시로부터 2004년 시민공모에 의해서 결정됐다. 하지만 광교신도시 사업에서 경기도시공사가 관여하였고 용인시가 참여하여 용인시 면적도 추가되었다. 광교신도시의 명칭은 광교산 이남 서해 아산만으로 흘러 황구지천, 서호천, 수원천과 함께 바다로 합류하는 원천리천의 평탄지들로부터 비롯한 것이다. 광교산(光敎山)은 원래 광악산(光岳山)이었으나 서기 928년 고려 태조 왕건이 후백제의 견훤을 정벌하고 돌아오는 길에 이 산위에서 신비로운 광채가 하늘로 솟아오르는 것을 보고 큰 깨달음을 얻어 '빛의 가르침(Enlightment)'을 뜻하는 광교산으로 명명토록하여 오늘에 이른 것으로 대한민국 신도시의 비전과 모델을 제시하여 ‘정조대왕 수원 화성의 꿈을 이룬다’는 목표로 사업이 추진됐다.

## 행정 구역
광교신도시는 대한민국 경기도 수원시 영통구 이의동, 원천동, 하동과 팔달구 우만동 일원 9,951,615㎡ (전체면적의 88%)이 중심 면적이다. 그리고 용인시 수지구 상현동, 기흥구 영덕동 일원 1,352,879㎡ (전체면적의 12%) 부분 면적으로 2개의 시에 걸쳐서 개발되는 택지지구이다.

## 환경
녹지율은 41,7%, 주택용지비율은 18.8%, 자족용지비율은 27%이며 20만평 (2,043,858m3) 넓이의 원천, 신대호수를 포함하고 있다. TOD (Transit Oriented Developement) 압축도시 지향으로 인구밀도는 68.9/ha로 국내 신도시 중 최저이며 주택은 아파트 23,227세대, 연립주택 2,149세대, 주상복합 5,624세대로 총 31,000세대가 공급된다.

## 치안
광교신도시는 범죄 예방과 범죄 상황에 대한 즉각적인 대처를 위해 실시간 '가족안심시스템(일명 u-KISS. Ubiquitous-Kid Safety Service)'을 최초로 개발하여 특허를 취득하였으나, 시스템의 도입은 수원시 구획으로 우선 도입이 되었다.
2013년 광교파출소가 연면적 331㎡ 지상 2층 규모로 건립됐으며, 수원남부경찰서 경찰관 17명이 신도시 내 이의동과 하동을 포함한 8.6㎢에 달하는 수원 광교신도시의 치안을 관리하고 있다.

## 교육
광교신도시의 교육기관은 신설될 학교를 포함해 수원시 영통구 4개의 사립초,중교 및 15개의 공립학교, 대학으로 2곳, 대학원 3곳이 있다.

### 수원시영통구대학교
경기대학교 수원캠퍼스(이의동)
아주대학교 수원캠퍼스(원천동)

### 수원시영통구대학원
경기대학교 수원캠퍼스 대학원(이의동)
서울대학교 융합과학기술대학원(이의동)
아주대학교 수원캠퍼스 대학원(원천동)

## 교통

### 수원시
경기도 수원시에서 성남시, 서울특별시 강남구를 연결할 신분당선이  2016년 1월 30일에 완전 개통되었다. 신분당선 수원 연장 구간은 2011년 10월 28일 강남역 ~ 정자역 구간에 이어 2016년 1월 30일 정자역 ~ 광교역 구간이 개통되었다. 개통 구간에는 광교신도시 수원시 구간 광교중앙역, 광교역이 있다. 강남역에서 광교역까지 직통열차는 30분이 걸린다. 수원역 ~ 인천역을 연결하는 수인분당선은 현재 운행중이다. 수원시는 길이 20㎞의 수원 트램 2호선으로 광교신도시와 유네스코 세계문화유산 수원화성과 연결해 접근성을 높일 계획을 수립하고 있다.
- 경유 고속도로와 나들목 : 수원북부순환로, 영동고속도로, 동수원 나들목, 광교상현 나들목

### 용인시
용인시 구간은 상현역이 존재한다. 역명 선정 과정에서 광교신도시 용인시 구간에 건설 중인 역사의 명칭을 1안으로 '상현역', 2안으로 '상현광교역'이 나왔지만 용인시의 상현도서관과 시립상현유치원이 진행되는 과정이 있었다. 수원시에서는 국토부지명위원회의 심의와 수원시의회 의결을 거치고 광교동으로 결정한 과정에서 '광교' 지명결정에 따른 수원시의 행정권한이 신도시 진행 이후 다시 침해를 받음으로 수원시와 용인시는 역명칭을 확정하기 위한 국토부지명위원회를 열었고 '상현역'(1안)으로 결정하였다.
- 경유 고속도로와 나들목 : 용인서울고속도로, 영동고속도로, 광교상현 나들목

## 의료시설
광교신도시 주변에 상급종합병원(3차) 아주대학교 병원(1187병상), 종합병원(2차) 가톨릭대학교 성빈센트병원(796병상), 동수원 병원(500병상)이 있다.

## 이전 공공기관
- 경기도청
- 경기도교육청
- 수원지방법원
- 수원지방검찰청
- 한국은행 경기본부
- 경기주택도시공사
- 수원컨벤션센터

## 유통
- 갤러리아백화점 광교점
- 롯데마트 광교점
- 롯데몰 광교점

## 주거
| 단지명                         | 건설사              | 시행사           | 주소                                   | 입주        | 비고 |
| ------------------------------ | ------------------- | ---------------- | -------------------------------------- | ----------- | ---- |
| 광교 호반베르디움 트라엘       | 호반건설산업㈜      | 티에스광교㈜     | 영통구 대학로 98 (이의동)              | 2017년 4월  |      |
| 광교 1차 e편한세상             | 대림산업            | ㈜광교럭키세븐   | 영통구 센트럴타운로 76 (이의동)        | 2012년 12월 |      |
| 광교 2차 e편한세상             | 대림산업            | 군인공제회       | 영통구 웰빙타운로 50 (이의동)          | 2011년 12월 |      |
| e편한세상 광교 테라스 이스트힐 | 대림산업            | ㈜국제자산신탁   | 영통구 웰빙타운로36번길 46-23 (이의동) | 2017년 4월  |      |
| e편한세상 광교 테라스 웨스트힐 | 대림산업            | ㈜국제자산신탁   | 영통구 웰빙타운로56번길 76 (이의동)    | 2017년 4월  |      |
| 광교 래미안                    | 삼성물산㈜ 건설부문 | ㈜코람코자산신탁 | 영통구 센트럴파크로 60 (이의동)        | 2012년 2월  |      |
| 광교 오드카운티                | 동광종합토건㈜      | 한국토지신탁     | 영통구 센트럴파크로 100 (이의동)       | 2012년 2월  |      |
| 광교 한양수자인                | ㈜한양              | ㈜한양           | 영통구 웰빙타운로 19 (이의동)          | 2011년 7월  |      |
| 광교 레이크파크 한양수자인     | ㈜한양              | ㈜라데빵스       | 영통구 광교호수로152번길 23 (하동)     | 2012년 7월  |      |
| 광교 상록                      | 현대건설            | 공무원연금공단   | 영통구 법조로150번길 19 (하동)         | 2012년 6월  |      |
| 광교자이 더 클래스             | ㈜지에스건설        | 공무원연금공단   | 수지구 광교마을로 62 (상현동)          | 2012년 7월  |      |

## 광교테크노벨리
수원시 이의동 일대 26만 9404m2에 자리한 광교테크노밸리는 경기도에서 1990년대 후반부터 추진한 사업단지로 총 사업비만 5728억원이 투입됐다. 2001년부터 운영중인 경기중소기업지원센터를 필두로 2006년에 개원한 나노소자특화팹센터, 2007년에 완공된 경기바이오센터와 경기R&D센터를 비롯해 차세대융합기술연구원, 중소기업지원센터 등이 있다.

## 미래첨단 U-City
경기도시공사는 2006년 2월 '광교신도시 U-City 전략 (USP) 수립 사업'의 수행사업자로서 수원시 이의동 광교신도시 내 지하1층, 지상5층(연면적 4,542㎡) 규모로 수원 도시안전통합센터, 수원 U-City 센터, 휴먼콜센터 등의 시설을 갖춘 U-City 통합센터를 출범해 삼성SDS 컨소시엄을 선정하고, 광교 U-City 구축을 본격적으로 시작했다. 수원시의 광교 U-City 구축은 U-시설물, U-방범/방재, U-환경, U-도시관리, U-교육, U-포털, U-민원행정, U-교통 등 8대 공공정보서비스 제공에 요구되는 유.무선망 등 통신인프라 구축을 최우선으로 추진하고, 그것을 기반으로 한 기본적인 공공정보서비스 제공과 그 밖에 수원시만의 문화와 정서를 내포한 특화된 서비스를 준비하고 있으며, 향후 단계적인 고도화 사업을 통하여 수원시민들에게 점차 고도화된 서비스를 제공하고 있다. 광교 U-City는 기존의 U-City 개발 방식과는 달리 도시건설에 통신뿐만이 아니라 iT를 포함해 도시 운영의 시너지 효과를 높이기 위해서  iSP(information Strategy Planning) 방식보다는 USP(U-City Strategy Planning) 방식을 도입해 도시의 계획성 및 효율성을 제고함으로써 'One the Full City is Wonderful, 누구나 살고 싶어 하는 명품도시'를 비전으로 하고 있다.

## 대중문화
2013년에 개봉된 영화 열한시에 광교이의동자연앤힐스테이트(5408동)가 나온다.